# سوسمار انگشت‌شانه‌ای هندی
سوسمار انگشت‌شانه‌ای هندی (نام علمی: Acanthodactylus cantoris)، که معمولاً به عنوان مارمولک انگشت‌شانه‌ای هندی نیز شناخته می‌شود، گونه‌ای از سوسمارهای خانواده سوسماران راستین و بومی آسیا است.
نام خاص cantoris به افتخار جانورشناس دانمارکی تئودور ادوارد کانتور گذاشته شده‌است.

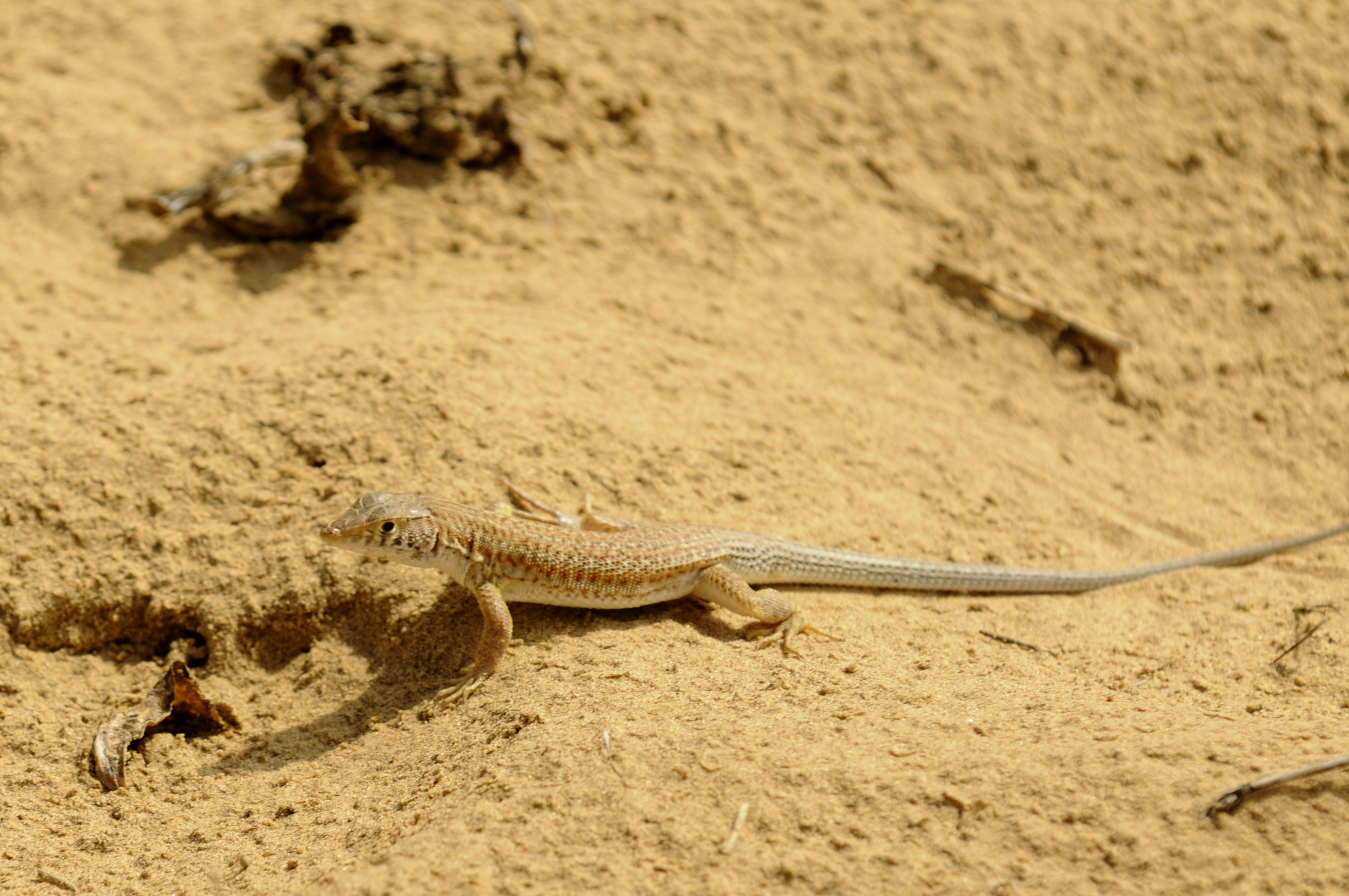
سوسمار انگشت‌شانه‌ای هندی در راجستان، هند

زیستگاه طبیعی ترجیحی A. cantoris، مناطق شنی بیابانی و بوته‌زار است.